# 太極 (唐)
太極（たいきょく）は、唐の睿宗李旦の治世に使用された元号。712年。

## 西暦・干支との対照表
| 太極 | 元年  |
| 西暦 | 712年 |
| 干支 | 壬子  |